# Eric Griffiths
Eric Ronald Griffiths, född 31 oktober 1940, död 29 januari 2005, var gitarrist i den ursprungliga uppsättningen av The Quarrymen tills han lämnade gruppen under sommaren 1958.